# Christian Gottlob Ernst
Christian Gottlob Ernst   (Srebrna Góra, 1778 - valor desconegut), fou un organista i compositor alemany.
El seu pare, un modest empleat, no va poder donar al seu fill més instrucció que l'escola pública de la seva població natal, i encara aquesta no la va concloure, a causa dels escassos recursos de la seva família. Marxà de casa guanyant-se la vida de poble en poble com a músic ambulant, fins que al divuit anys entrà en l'escola que un músic anomenat Bürgel dirigia a Landshut, i més tard en el Seminari de Breslau, on completà els seus coneixements musicals sota la direcció de Neugebauer i Bemer.
Nomenat organista de l'església evangèlica d'Ohlau i professor de l'Escola de Música d'aquesta població el 1798, fundà una societat d'artistes, en la que aviat hi figuraren gran nombre d'amants de la música. L'Escola de la que al poc temps en fou director, adquirí gran renom, acudint a ella alumnes d'arreu de Silèsia.
Va compondre diversos salms i algunes sonates per a piano i violí (Breslau).

## Biografia
- Enciclopèdia Espasa volum nº. 20, pàg. 528. (ISBN 84-239-4520-0)